# David von Eichthal

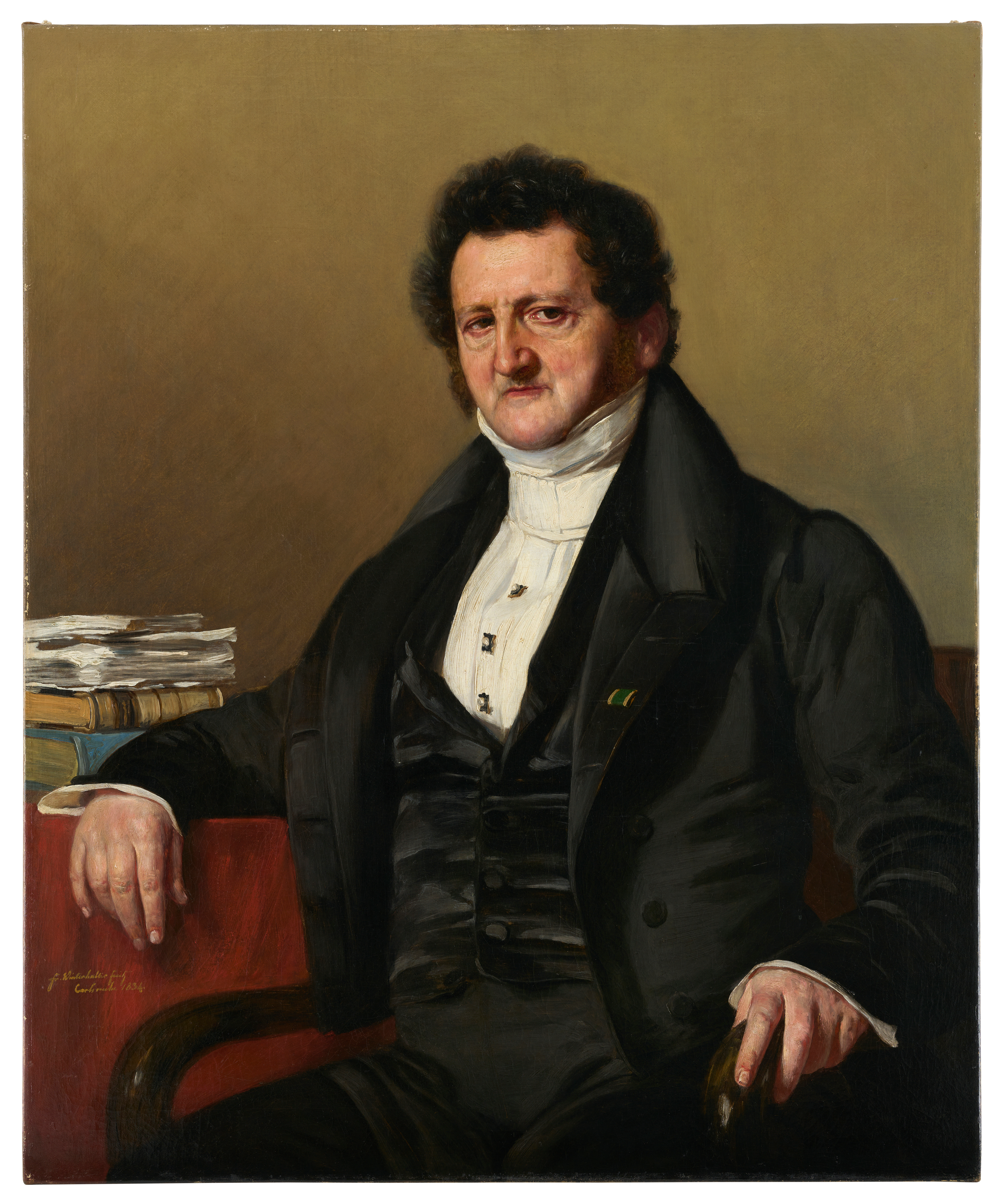
David von Eichthal (1834)

David Freiherr von Eichthal (15. Februar 1775 in Leimen – 5. Mai 1850 in Karlsruhe) zählte in der ersten Hälfte des 19. Jahrhunderts zu den führenden Industriellen Badens.

## Familie
David von Eichthal wurde geboren als David Seligmann, sein Vater Aron Elias Seligmann (1747–1824) wurde 1814 nobilitiert. Seine Mutter Hindele geborene Levi (1746–1831), die aus einer bekannten Sigmaringer Hoffaktorenfamilie stammte, gebar fünf Töchter und fünf Söhne. Der jüngste seiner Brüder, Simon von Eichthal, wurde königlich bayerischer Hofbankier, königlich griechischer Staatsrat und Mitbegründer der ersten Bank-Aktiengesellschaft Deutschlands, der Bayerischen Hypotheken und Wechselbank. David von Eichtal war verheiratet mit Maria Anna geborene Levi, Tochter des Karlsruher Hoffaktors und Judenschultheißen Hayum Levi. Sie nannte sich ab 1822 Caroline von Eichthal. Aus dieser Ehe entstammt die Tochter Caroline (* 5. Juni 1802 in Karlsruhe), die spätere Ehefrau des Architekten Karl Joseph Berckmüller.

## Beruf
Als Hofagent, diesen Titel hatte er 1799 vom badischen Markgrafen verliehen bekommen, gehörte er zum Kreis der Finanziers des Markgrafen und späteren Großherzogs. Zunächst Teilhaber, danach Eigentümer der ersten Maschinenfabrik, der Badischen Gewehrfabrik im 1806 säkularisierten Kloster St. Blasien, beschäftigte er zeitweise über 800 Arbeiter. In Grötzingen betrieb er zunächst eine Krappfabrik und von 1836 bis 1844 eine Zuckerfabrik. 1847 gingen die Unternehmen in Konkurs.

## Beziehung zum Judentum
David von Eichthal beantragte 1799 die Befreiung von der jüdischen Gemeindeabgabe in Karlsruhe mit der Begründung, dass er sich nicht als Mitglied der jüdischen Gemeinde betrachte. Er wurde zwar von der jüdischen Gerichtsbarkeit befreit, musste aber weiterhin Abgaben an die Gemeinde leisten. Eichthal betrachtete die Religion als Privatsache und ließ sich schließlich gemäß dem evangelischen Kirchenbuch von Gersbach zusammen mit Ehefrau und Tochter am 29. September 1819 in St. Blasien vom Gersbacher Pfarrer Johann Christian Schneibel taufen.